# Croton fluminensis
Croton fluminensis là một loài thực vật có hoa trong họ Đại kích. Loài này được K.Schum. mô tả khoa học đầu tiên năm 1900.